# Paul Savage (giocatore di curling)
Allin Paul Savage (Toronto, 25 giugno 1947) è un giocatore di curling canadese.

## Biografia
Partecipò all'età di 50 anni ai XVIII Giochi olimpici invernali edizione disputata a Nagano (Giappone) nel 1998, riuscendo ad ottenere la medaglia d'argento nella squadra canadese con i connazionali Richard Hart, Collin Mitchell, George Karrys e Mike Harris.
Nell'edizione la nazionale svizzera ottenne la medaglia d'oro, la norvegese quella di bronzo.